# 池尻清
池尻清（いけじり きよし、1949年 - 2016年）は日本の写真家。日本写真家協会会員。愛媛県今治市出身。

## 略歴
- 風景とポートレートを中心とする写真家。
- 東京綜合写真専門学校では重森弘掩等に師事。同校卒業後は、1970年代後半から80年代にかけてイギリスのロンドンに滞在し、主にオリオンプレス特派員として写真の仕事に携わる。写真作品、「菊花」がイギリスの写真専門雑誌、Creative Cameraに掲載される等、作家活動に従事。帰国後は、大手広告会社、出版社等を中心に幅広く活動。
- 1994年3月の東京銀座ニコンサロンをはじめ個展多数。廃墟をテーマにした風景写真、ヌード、ポートレートを得意とし、長崎市の世界産業遺産である軍艦島（端島）を舞台にした作品等を写真集、オルガナイザーにまとめ、2000年初めの廃墟ブームの先駆けとなった。
- 2000年頃より、詩人・美術家・ポエトリーパフォーマーの千葉節子との文学と写真のコラボレーション、Setsuko Icon / POETGRAPHOLLIAに従事。千葉節子がモデルと詩作を行い、mole等の写真専門ギャラリーでの発表の他、日本カメラやDRUG、又、海外ではイタリアのファッション誌 eye style international等に掲載された。
- 2000年、開々舎より、又、2001年、フランスのエチュードプロモーションより、写真集を出版。
- 2016年１月死去。（日本写真家協会会報2016年２月号より）

## 写真展
- 1994年3月 - 銀座ニコンサロン「迷宮からの使者達」
- 1995年9月 - 銀座ニコンサロン「羊水」
- 1995年9月 - 大阪ニコンサロン「羊水」
- 1997年5月 - コンテンポラリーアートフェスティヴァル・ナント（フランス）
- 1997年7月 - コンテンポラリーアートフェスティヴァル・ナント（フランス）
- 1998年 - ギャラリーMole「Setsuko Icon / POETGRAPHOLLIA〜詩人・千葉節子の肖像とその詩におけるコラボレーション〜」
- 2000年9月 - 銀座ニコンサロン「Love Icon」
- 2001年9月 - スタジオ恵比寿「Setsuko Icon / POETGRAPHOLLIA〜詩人・千葉節子の肖像とその詩におけるコラボレーション」
- 2011年11月 - ギャラリー仁家「Waiting for Godot〜サミュエル・ベケットに捧ぐ」
- 2014年10‐11月‐市民のための横浜トリエンナーレ招待展覧会ギャラリーshimizu 「Setsuko Icon / POETGRAPHOLLIA / 惑星天使」、千葉節子とのコラボレーション